# La Vaufrancha
La Vau Franche (en francès Lavaufranche) és una localitat i comuna de França, a la regió de la Nova Aquitània, departament de la Cruesa. La seva població al cens de 1999 era de 246 habitants. Està integrada a la Communauté de communes du Pays de Boussac.

## Demografia
| 1968 | 1975 | 1982 | 1990 | 1999 |
| ---- | ---- | ---- | ---- | ---- |
| 445  | 367  | 304  | 231  | 246  |

## Administració
| Període   | Identitat     | Partit |
| --------- | ------------- | ------ |
| 2001-2008 | Denis Duc     |        |
| 2008-     | Sylvie Benôit |        |